# Ectatoderus loricatus
Ectatoderus loricatus är en insektsart som beskrevs av Henri Saussure 1877. Ectatoderus loricatus ingår i släktet Ectatoderus och familjen Mogoplistidae. Inga underarter finns listade i Catalogue of Life.